# Biérastse
Biérastse (belarús: Бе́расьце/Bieraście), és una ciutat de Belarús a la frontera amb Polònia, famosa per haver-se signat allí, durant la Primera guerra mundial, el Tractat de Brest-Litovsk entre les Potències Centrals i Rússia. El 2004, tenia 298.300 habitants.
La ciutat és un port fluvial, emplaçada a la riba del Buh Occidental, i banyada pel Múhaviets, que conflueix al Buh Occidental aquí. A l'altra banda del riu hi ha la petita ciutat polonesa de Terespol.

## Etimologia
El topònim Biérastse (Бе́расьце) es va formar a partir de la paraula biérast/бе́раст (alt. biérasts/бе́расьць), que significa "tipus de bedoll". El significat probablement fa referència a un conjunt, un bosc de bedolls. També s'ha suggerit que el nom de la ciutat podria provenir de la paraula biàrosta/бяроста amb significat "còrtex de bedoll".
El nom històric tradicional de la ciutat és Biérastse, mentre que l'actual nom oficial és Brest/Брэст. Al manual normatiu "Noms dels municipis de la República de Belarús", el nom històric tradicional Biérastse es registra com a una variant. Això vol dir que, si ho desitgen els habitants locals i les autoritats, podria convertir-se en el nom normatiu.
Nom del municipi en altres idiomes al llarg del temps: alemany: Brest-Litowsk; hebreu: ברסט ליטובסק; ídix: בּריסק; llatí: Berestum, Bressicia; polonès: Brześć, Brześć Litewski, Brześć nad Bugiem; rus: Бере́стье, Бе́ресть, Бре́ст-Лито́вск, Бре́ст; ucraïnès: Бе́рестя, Бе́ресть.